# TT248
La tombe thébaine TT 248 est située à El-Khokha, dans la nécropole thébaine, sur la rive ouest du Nil, face à Louxor en Égypte.
C'est la tombe d'un dénommé Thoutmôsis, fabricant d'offrandes de Thoutmôsis III.